# コーラルバイオテック
コーラルバイオテック株式会社は、沖縄県今帰仁村に本社を置く食品メーカーである。黒糖菓子「ちょっちゅね」を製造している。1987年に設立され、工場が今帰仁村仲宗根にあり、東京都千代田区神田美倉町に支社を持つ。